# Georges Rouy
Georges Rouy (Parigi, 2 dicembre 1851 – Asnières-sur-Seine, 25 dicembre 1924) è stato un botanico francese.

## Pubblicazioni principali
Con Julien Foucaud e altri, e stato l'autore del Flore de France; ou, Description des plantes qui croissent spontanément en France, en Corse et en Alsace-Lorraine pubblicato in 14 volumi dal 1893 al 1913.
- Excursion botanique en Espagne, Spanien Florenwerke, 1881.
- Atlas iconographique des plantes rares de France et de Corse, 1897.
- Revue de botanique systématique et de géographie botanique, (1903, 1904).
- Conspectus de la Flore de France, ou Catalogue général des espèces, sous-espèces, races, variétés, sous-variétés et formes hybrides contenues dans la "Flore de France", P. Lechevalier, 1927 (con Henri Lecomte).[3]

## Attività tassonomica
Rouy è stato autore binomiale di molte specie botaniche. Nel 1901 il genere Rouya è stato chiamato in suo onore da Auguste Henri Cornut de Coincy. Il suo nome è anche associato con le piante che hanno gli epiteti especifici di: ouyi, rouyana e rouyanum.